# Lleó Hebreu
Yěhudà Abrabanel conegut també com a Lleó Hebreu (Lisboa 1461 - Itàlia aprox 1521) va ser un metge i filòsof jueu fill i deixeble d'Ishaq Abrabanel. El 1483 va emigrar a Toledo i va viure en diverses ciutats italianes a causa de l'expulsió dels jueus de Castella. Va escriure poesia i un tractat sobre l'amor en italià els Dialoghi d'amore (1535). La seva influència és clara en autors com Baldassare Castiglione, Garcilaso de la Vega i fins i tot Montaigne o Cervantes.